# Tournoi qualificatif de la CAF des moins de 16 ans 1989
Navigation
Édition précédente Édition suivante
Le Tournoi qualificatif de la CAF des moins de 16 ans 1989 était un tournoi de football organisé par la Confédération africaine de football (CAF). Elle se déroule tous les deux ans et oppose les meilleurs sélections africaines des moins de 17 ans.

## Premier tour
Les vainqueurs accèdent au deuxième tour sur deux matchs.
| Équipe 1      | Score       | Équipe 2   | Aller | Retour |
| ------------- | ----------- | ---------- | ----- | ------ |
| Tunisie       | 0-2         | Maroc      | 0-2   | 0-0    |
| Sierra Leone  | 2-2 3-4 tab | Guinée     | 2-0   | 0-2    |
| Algérie       | Forfait     | Sénégal    | /     | /      |
| Zambie        | Forfait     | Lesotho    | /     | /      |
| Maurice       | Forfait     | Madagascar | /     | /      |
| Zaïre -17 ans | Forfait     | Kenya      | /     | /      |
| Cameroun      | Forfait     | Liberia    | /     | /      |
| Ghana         | Forfait     | Togo       | /     | /      |
| Gabon         | Forfait     | Angola     | /     | /      |

## deuxième tour
Les vainqueurs sont qualifiés pour le tour final.
| Équipe 1      | Score   | Équipe 2      | Aller | Retour |
| ------------- | ------- | ------------- | ----- | ------ |
| Guinée        | 6-0     | Algérie       | 4-0   | 2-0    |
| Égypte        | 2-1     | Maroc         | 2-0   | 0-1    |
| Ghana         | 2-2     | Cameroun      | 1-0   | 2-1    |
| Nigeria       | 4-2     | Zaïre -17 ans | 2-1   | 2-1    |
| Maurice       | 1-14    | Zambie        | 1-5   | 0-9    |
| Côte d'Ivoire | Forfait | Gabon         | /     | /      |

## Tour final
Les vainqueurs accèderont à la coupe du monde.
| Équipe 1      | Score           | Équipe 2 | Aller | Retour |
| ------------- | --------------- | -------- | ----- | ------ |
| Égypte        | 1-1 3-4 aux TAB | Guinée   | 1-0   | 0-1    |
| Nigeria       | 5-0             | Zambie   | 2-0   | 3-0    |
| Côte d'Ivoire | 1-3             | Ghana    | 1-1   | 0-2    |

## Sélections qualifiées pour la coupe du monde
Les trois nations africaines qualifiées pour la coupe du monde de football des moins de 16 ans 1989 en Écosse sont : 
- Ghana
- Guinée
- Nigeria